# Östliche Weidenjungfer

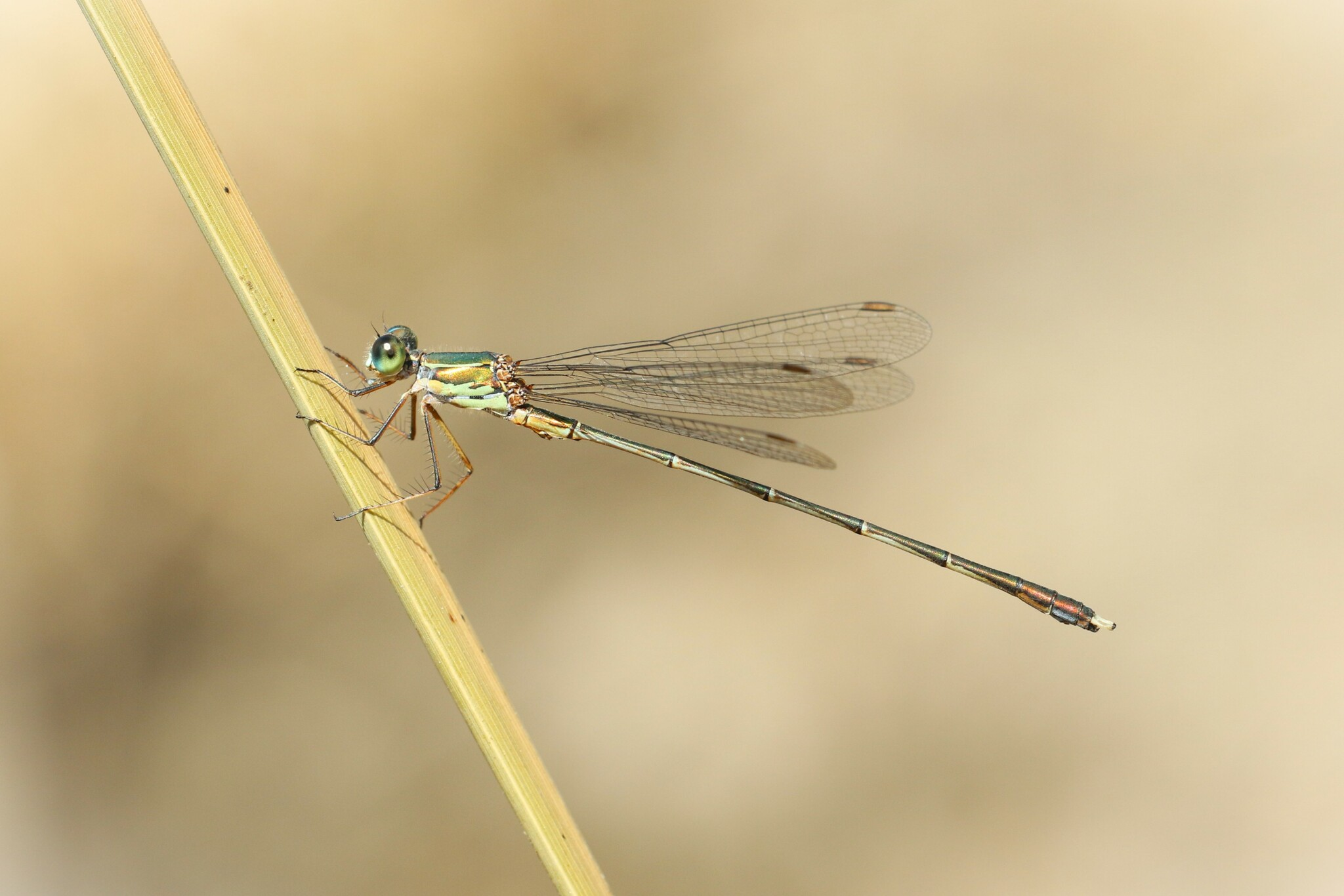
Östliche Weidenjungfer (Chalcolestes parvidens), Männchen in der Türkei

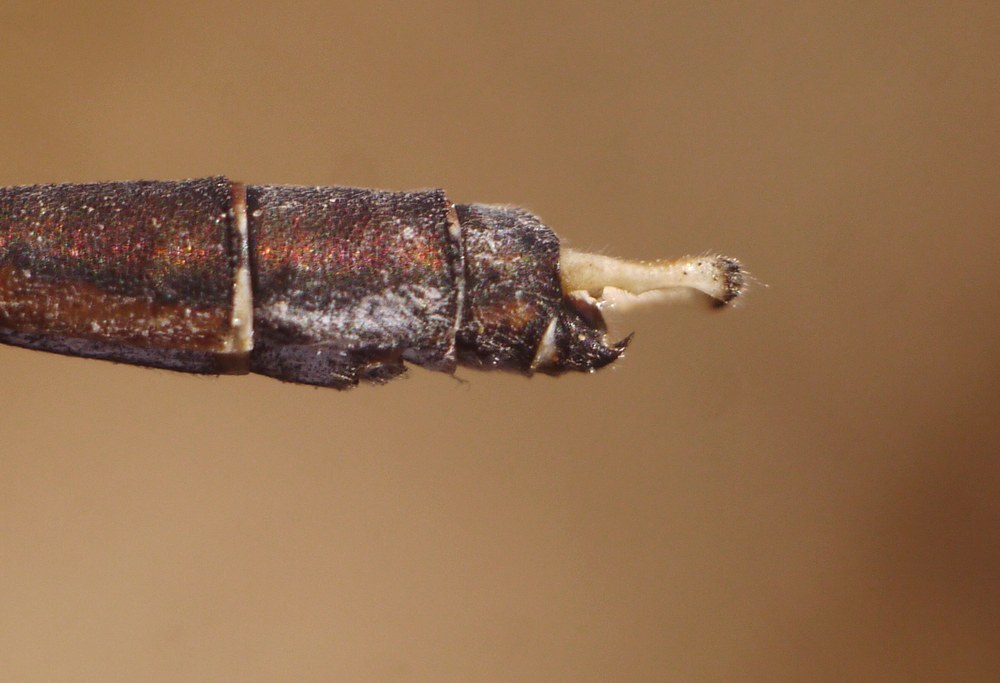
Bestimmunngsmerkmal der Männchen der Östlichen Weidenjungfer (Chalcolestes parvidens)

Die Östliche Weidenjungfer (Chalcolestes parvidens),  ist eine Kleinlibellenart, deren deutscher Name auf den bevorzugten Eiablageort dieser Art zurückgeht. Das wissenschaftliche Taxon Chalcolestes wird von vielen Autoren lediglich als Untergattung der Binsenjungfern (Lestes) betrachtet. Eine zuverlässige Unterscheidung zur Weidenjungfer (Chalcolestes viridis) ist nur durch eine Untersuchung, vorzugsweise der männlichen Genitalien durch Vergrößerung mit einem Mikroskop möglich.

## Beschreibung
Die Körperlänge beträgt 44 bis 50 Millimeter, die Flügelspannweite 44 bis 52 Millimeter. Der Hinterleib der juvenilen Libellen ist grünmetallisch. Mit zunehmendem Alter wandelt sich die Färbung zu Kupfer- oder Bronzetönen. Die von dunklen Adern umrandeten Flügelmale sind bei Imagines einfarbig braun. Bei den Männchen dienen die beiden elfenbeinfarbenen Cerci und der kaum sichtbare Zahn mit winziger schwarzer Endspitze als Unterscheidungsmerkmal zur Weidenjungfer. Die Weibchen der Östlichen Weidenjungfer tragen am unteren Rand des Ovipositors 6 bis 8 schwarze, spitze Zähne. Die Weibchen der Weidenjungfer besitzen 10 bis 14 schwarze und spitze Zähne.

## Vorkommen
Für die Östliche Weidenjungfer wurden Vorkommen in Albanien, Österreich, Bosnien und Herzegowina, Bulgarien, Kroatien, Zypern, in Frankreich nur auf Korsika, Griechenland mit den Ostägäischen Inseln und Kreta, Ungarn, auf dem Festland in Italien, Moldawien, Montenegro, Nordmazedonien, Rumänien, dem südeuropäischen Teil von Russland, Serbien, Slowakei, Slowenien, im europäischen Teil der Türkei und in der Ukraine aufgezeichnet. In bestimmten Verbreitungsgebieten wurde der Trend einer zunehmenden Population festgestellt. Dies wurde zum Beispiel für Korsika, Slowenien, den westlichen Teil des Balkans und Zypern beschrieben.

## Lebensraum
Die Östliche Weidenjungfer besiedelt Lebensräume in der Nähe von stehenden und langsam fließenden Gewässern, in deren unmittelbarer Ufervegetation Weichholzbaumarten, wie Weiden, Erlen, Pappeln oder Faulbaum vorhanden sind. In schnell fließenden Gewässern ist sie selten oder nicht vorhanden. Für die Östliche Weidenjungfer bestehen Lebensraumüberschneidungen mit der Weidenjungfer in weiten Teilen von Italien, Slowenien und der Balkanhalbinsel. In diesen Verbreitungsgebieten wurden Arthybride aus beiden Libellenarten gemeldet. Da Studien zur Östlichen Weidenjungfer für Südosteuropa kaum vorhanden sind, ist eine Abgrenzung zur Weidenjungfer schwierig. Es wird ein Anstieg der Fundorte und weitere Studien für die Östliche Weidenjungfer prognostiziert.

## Lebensweise
Für die Eiablage werden Zweige, die über die Wasserfläche ragen bevorzugt. Die Eier werden von Frühling bis Herbst in Büsche und Bäume abgelegt.  Nach dem Schlupf fallen die Larven auf die Wasseroberfläche und entwickeln sich im Wasser weiter. Ihre aquatilen Larven stellen kleinen Wasserlebewesen wie anderen Insektenlarven oder Kleinkrebsen nach. Der Imaginalschlupf der Larven findet meist nach dem Winter statt. Ihre Flugzeit dauert von Ende April bis Ende November. In Italien und im Nordwesten des Balkans schlüpft die Östliche Weidenjungfer Ende Mai. Nach einer Reifungszeit von circa 2 Monaten kehren die Imagines Ende Juli zu ihren ursprünglichen Entwicklungsgewässern zurück. Die Östliche Weidenjungfer lebt räuberisch und ernährt sich überwiegend von Kleinstinsekten und besiedelt Lebensräume in Höhenlagen von Meereshöhe bis 1.500 m.

## Gefährdung
Von der Weltnaturschutzunion IUCN wird die Östliche Weidenjungfer in der Roten Liste gefährdeter Arten geführt. Die Libellenart ist in den meisten Teilen ihres Verbreitungsgebiets nicht selten, vermutlich weiter verbreitet und zumindest in einigen Regionen auch häufig. Das vollständige Verbreitungsgebiet ist nicht genau bekannt, da die Ähnlichkeit mit der Weidenjungfer (Chalcolestes viridis), welche im Verbreitungsgebiet der Östlichen Weidenjungfer vorkommt, zu groß ist. Der Gesamtbestand ist stabil und es gibt keine Hinweise auf einen gravierenden Rückgang der Population oder einen fortgeschrittenen Verlust des Lebensraums. Daher wurde die Art als nicht gefährdet  eingestuft.
Durch den steigenden Bedarf an Bewässerungs- und Trinkwasseranlagen wird die Östliche Weidenjungfer in ihrem Lebensraum beeinträchtigt. Die durch den Klimawandel zunehmenden Dürreperioden beeinträchtigen sie zusätzlich. Eine weitere Bedrohung stellt eine übermäßige landwirtschaftliche Bewirtschaftung der Flächen, mit der Zerstörung von Bäumen und Sträuchern, dar. Um diese Libellenart in einem guten Erhaltungszustand zu erhalten, ist eine angemessene Bewirtschaftung der Gewässer ausreichend. Es wurden keine gesonderten Schutzmaßnahmen für die Östliche Weidenjungfer durchgeführt.